# Catavi (Pucarani)
Catavi ist eine Ortschaft im Departamento La Paz im südamerikanischen Binnenstaat Bolivien.

## Lage im Nahraum
Catavi ist zentraler Ort des Kanton Catavi im Municipio Pucarani in der Provinz Los Andes. Die Stadt liegt auf einer Höhe von 3843 m fünfzehn Kilometer südöstlich des Titicacasees, von hier aus erstreckt sich die weite Ebene des bolivianischen Hochlandes nach Südosten über El Alto und Calamarca hinaus.

## Geographie
Catavi liegt auf dem bolivianischen Altiplano zwischen den Anden-Gebirgsketten der Cordillera Occidental im Westen und der Cordillera Central im Osten. Das Klima der Region ist semihumid und ein typisches Tageszeitenklima, bei dem die mittleren Temperaturschwankungen im Tagesverlauf deutlicher ausfallen als im Jahresverlauf.
Die mittlere Durchschnittstemperatur der Region liegt bei 9 °C (siehe Klimadiagramm Batallas), die Monatsdurchschnittswerte schwanken nur unwesentlich zwischen 6 °C im Juli und 10 °C im November und Dezember. Der Jahresniederschlag beträgt etwa 600 mm, die Monatsniederschläge liegen zwischen unter 15 mm in den Monaten Juni bis August und zwischen 100 und 120 mm von Dezember bis Februar.

## Verkehrsnetz
Catavi liegt in einer Entfernung von 64 Straßenkilometern westlich von La Paz, der Hauptstadt des Departamentos.
Von La Paz aus führt die asphaltierte Nationalstraße Ruta 2 in westlicher Richtung nach El Alto und weitere fünf Kilometer in nordwestlicher Richtung. Dann zweigt die Ruta 1 nach Südwesten ab und führt über Laja nach Tambillo. Von dort erreicht man über eine Seitenstraße in nordwestlicher Richtung nach zwölf Kilometern Catavi.

## Bevölkerung
Die Einwohnerzahl der Ortschaft ist in den vergangenen beiden Jahrzehnten nur geringfügig angestiegen:
| Jahr | Einwohner | Quelle       |
| ---- | --------- | ------------ |
| 1992 | 569       | Volkszählung |
| 2001 | 659       | Volkszählung |
| 2012 | 652       | Volkszählung |
| 2024 |           | Volkszählung |

Die Region weist einen hohen Anteil an Aymara-Bevölkerung auf, im Municipio Pucarani sprechen 97,2 Prozent der Bevölkerung Aymara.